# Anker (Elektrotechnik)

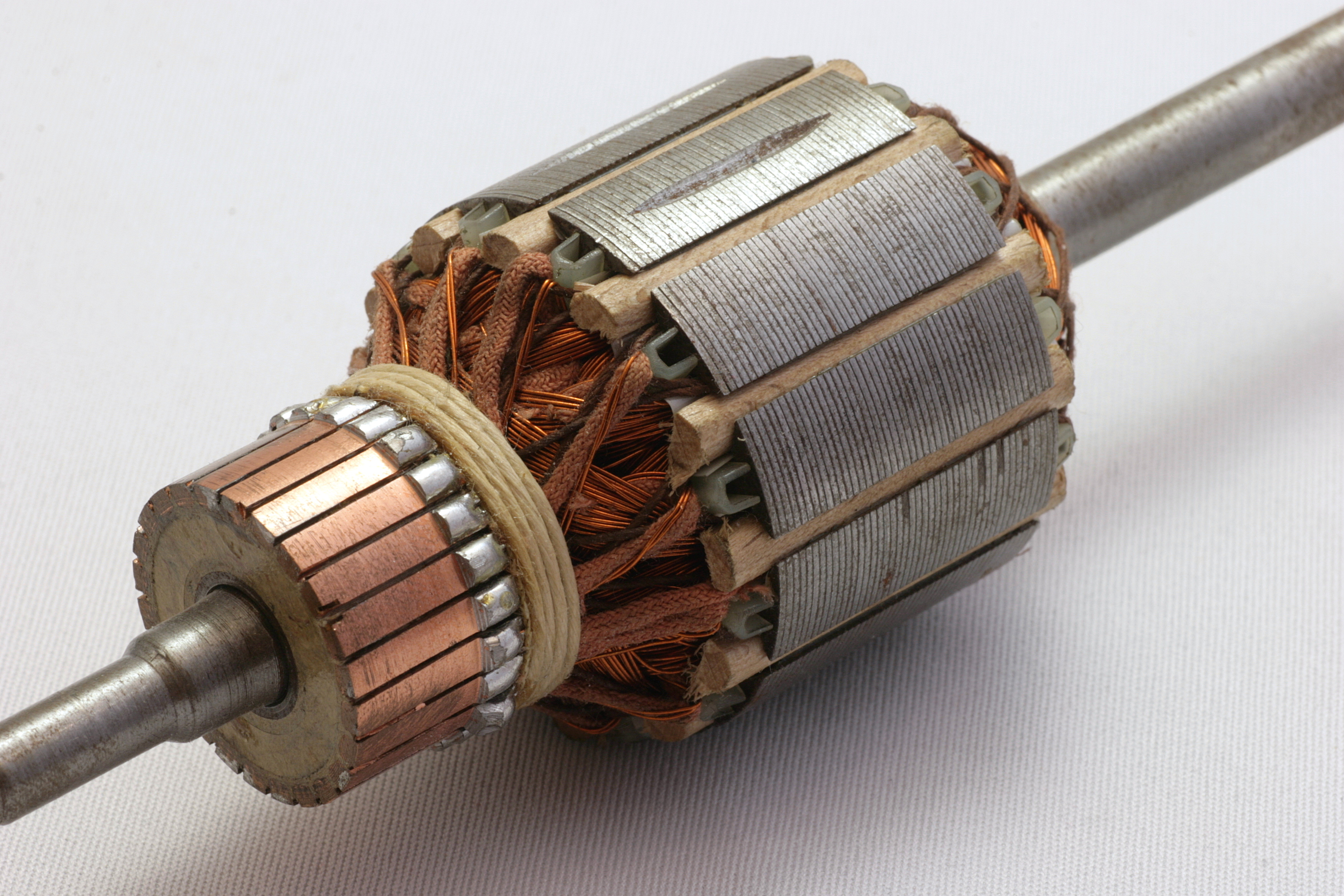
Welle mit aufgebrachtem Trommelanker; im Vordergrund der Kommutator

Als Anker wird in der Elektrotechnik im engeren Sinn der Rotor (Läufer) von Gleichstrommaschinen und Einphasen-Reihenschlussmotoren (Universalmotor) oder der elektrisch wirksame Teil des Rotors bezeichnet. Der rotierende Anker ist üblicherweise von einem feststehenden Stator (Ständer) umgeben und nur durch einen feinen Luftspalt von diesem getrennt. Die im Betrieb zwischen der Ankerwicklung und der im Stator untergebrachten Erregerwicklung entstehenden Kräfte führen zu einer Drehbewegung des Ankers und der mit ihm starr verbundenen Welle.
Der Rotor der Synchronmaschine, ausgeführt als Innenpolmaschine, wird hingegen als Polrad bezeichnet. In diesem Fall wird die ruhende Ständerwicklung des Stators als Ankerwicklung bezeichnet. Bei Asynchronmaschinen ist der Begriff des Ankers nicht festgelegt, da eine gegenseitige Spannungsinduktion zwischen Läufer- und Ständerwicklung auftritt. Der Rotor wird bei diesem Maschinentyp als Kurzschlussläufer bezeichnet.
Als Anker wird weiterhin der bewegliche Eisenkern von elektrischen Relais, Schützen und Elektromagneten bezeichnet.

## Aufbau

Skizze eines Ringankers im Statorfeld

Der üblicherweise zylindrisch aufgebaute Anker besteht aus gegeneinander elektrisch isolierten und geschichtet aufgebauten Elektroblechen, um die durch das Ständerfeld verursachten Wirbelströme im Anker gering zu halten. Über den Umfang verteilt, sind in das Elektroblech entlang der Welle Nuten eingelassen, welche die Ankerwicklung aufnehmen. In Abhängigkeit von der Konstruktion zur Oberfläche hin können die Nuten mit Keilen verschlossen sein, um ein Herauslösen der Ankerwicklung durch die Fliehkräfte zu verhindern.
Bei kleinen Gleichstrommaschinen kommt bei der Fertigung der Ankerwicklung Kupferlackdraht zur Anwendung. Bei größeren Gleichstrommaschinen werden elektrisch isolierte Kupferstäbe, sogenannte Roebelstäbe, in die Nuten des Ankers eingelassen. Unmittelbar vor der Ankerwicklung auf der Welle befindet sich der Kommutator. Die Kontakte des Kommutators sind mit den Wickelenden der Ankerwicklung verbunden. Die gesamte Konstruktion ist mittels Pressringen auf der Welle befestigt.
Ankerwickeleien sind traditionell Betriebe, die Anker herstellen, reparieren oder die Ankerwicklungen neu wickeln.
Es werden verschiedene Typen von Ankerwicklungen unterschieden.

### Doppel-T-Anker
Der Doppel-T-Anker ist die einfachste Bauform eines Ankers und wurde 1856 von Werner Siemens erfunden. Das Firmenlogo der Robert Bosch GmbH beinhaltet das stilisierte Schnittbild eines Doppel-T-Ankers.

### Ringanker

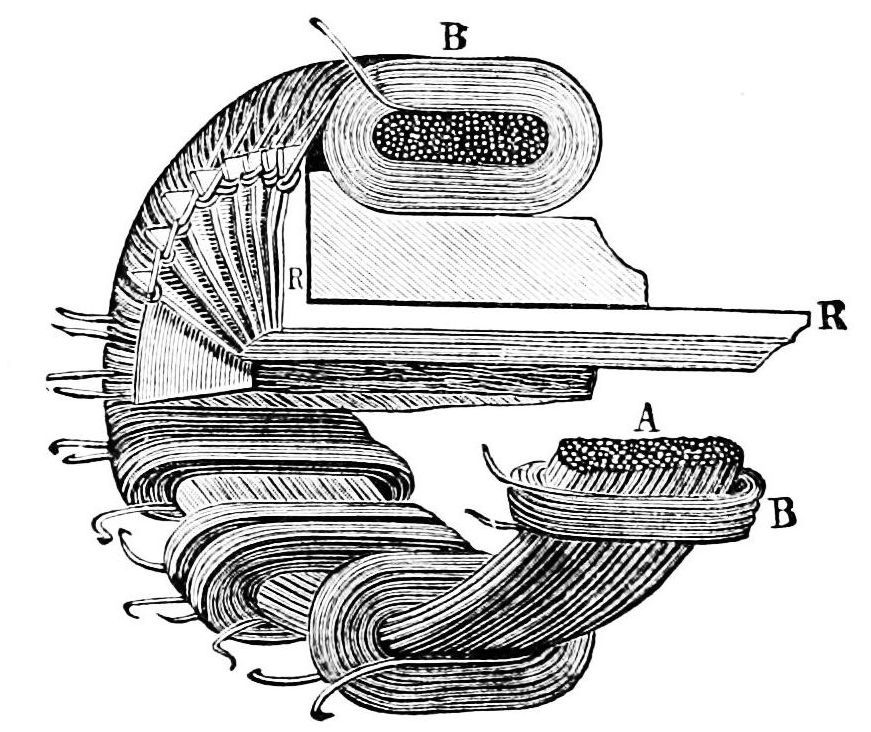
Schnittdarstellung eines Ringankers nach Gramme.
A = Eisendraht zur Feldführung
B = Segmente der Ringankerwicklung
R = Trägermaterial zur Befestigung des Ankers auf der Welle

Der Ringanker wurde 1871 von Zénobe Gramme eingesetzt. Ein Ringanker besteht aus einem magnetisch gut leitfähigen Trägermaterial aus Elektroblech (in rechter Skizze als Ring dargestellt), um welchen spiralförmig die Ankerwicklung geführt wird. Bei historischen Bauformen wie bei der Gleichstrommaschine von Zénobe Gramme wurde Eisendraht verwendet.
Die Ringankerwicklung weist um den Umfang herum mehrere Abgriffe auf, welche zu den Kontakten des Kommutators geführt werden. In der Skizze sind andeutungsweise Bürsten im oberen und unteren Bereich dargestellt. Konstruktiv ist die Ringankerwicklung nachteilig, da die einzelnen Windungen im Inneren des Ringes nichts zur Drehmomentbildung beitragen. Dieser Nachteil wird durch die Konstruktion des Trommelankers aufgehoben.

### Dreifach-T-Anker

Dreifach-T-Anker-Motor

Bei dieser Bauform ist, wie beim Doppel-T-Anker, jeder Anker von einer Spule umschlossen. Jede Spule muss dabei immer gleichsinnig um den Anker gewickelt sein. Beim Dreifach-T-Anker ist im Gegensatz zum Doppel-T-Anker ein selbständiger Anlauf aus allen Ankerstellungen möglich.

### Trommelanker

Abwicklungsschema für einen Trommelanker mit Wellenwicklung; die Polteilung beträgt in diesem Fall 180°

Der Trommelanker wurde 1872 von Friedrich von Hefner-Alteneck entwickelt und ist heute noch die gebräuchlichste Ankerbauform bei Gleichstrommaschinen.
Bei einer Trommelankerwicklung werden die einzelnen Windungen entlang der Nuten an der äußeren Oberfläche des Ankers geführt. Die Rückleitung jeder Windung wird nicht wie beim Ringanker im Inneren des Ankers geführt, sondern am Umfang um die Polteilung des Stators versetzt. Dadurch wird, verglichen mit dem Ringanker, in jeder Windung des Trommelankers die doppelte Spannung induziert. Je nach Polpaarzahl des Stators ergibt sich ein bestimmtes Ankerwicklungsschema, wie es beispielhaft für die Polpaarzahl von 1 in der rechten Abbildung dargestellt ist.